# Денис Маркай
Денис Маркай (алб. Denis Markaj, нар. 20 січня 1991, Джяковіца) — косоварсько-швейцарський футболіст, захисник «Арау» та національної збірної Косова.

## Клубна кар'єра
Денис Маркай починав свою кар'єру футболіста в швейцарському клубі «Баден». З 2008 по 2012 рік він виступав за «Баден» у Першій лізі, третьому рівні в системі швейцарських футбольних ліг. На початку 2012 року Маркай на правах оренди перебрався в клуб Челлендж-ліги «К'яссо». У новій команді він став гравцем основного складу. 11 березня 2012 року він забив свій перший м'яч в Челлендж-лізі, довівши рахунок до розгромного в домашньому поєдинку проти «Делемона».
По завершенню терміну оренди Маркай перейшов в команду «Беллінцона», яка також на той час виступала в Челлендж-лізі. Зігравши за неї декілька матчів під час зимової перерви в сезоні 2012/13 років Маркай був відданий в оренду клубу Челлендж-ліги «Лугано». У складі цієї команди Маркай в сезоні 2014/15 років виграв Челлендж-лігу і пробився в швейцарську Суперлігу. На початку липня 2015 роки він став гравцем «Арау», але продовжив виступати за «Лугано» на правах оренди.
У головній футбольній лізі Швейцарії Маркай дебютував 19 липня 2015 року в гостьовому матчі проти «Санкт-Галлена». На початку лютого 2016 року термін оренди закінчився, і Маркай на тих же правах перейшов в клуб Челлендж-ліги «Ле-Мон».

## Кар'єра в збірній
Денис Маркай провів 2 матчі за збірну Косова, проти збірних Екваторіальної Гвінеї й Албанії. Обидві зустрічі носили товариський характер і відбулися в Приштині.

## Досягнення
Лугано
- Челлендж-ліга
  -  Чемпіон (1): 2014/15

## Статистика виступів у збірній
| Матчі та голи Дениса Маркая за збірну Косова | Матчі та голи Дениса Маркая за збірну Косова | Матчі та голи Дениса Маркая за збірну Косова | Матчі та голи Дениса Маркая за збірну Косова | Матчі та голи Дениса Маркая за збірну Косова | Матчі та голи Дениса Маркая за збірну Косова | Матчі та голи Дениса Маркая за збірну Косова |
| №                                            | Дата                                         | Місце проведення                             | Суперник                                     | Рахунок                                      | Голи                                         | Змагання                                     |
| -------------------------------------------- | -------------------------------------------- | -------------------------------------------- | -------------------------------------------- | -------------------------------------------- | -------------------------------------------- | -------------------------------------------- |
| 1                                            | 10 жовтня 2015                               | Міський стадіон, Приштина                    | Екваторіальна Гвінея                         | 2:0                                          | —                                            | Товариський матч                             |
| 2                                            | 13 жовтня 2015                               | Міський стадіон, Приштина                    | Албанія                                      | 2:2                                          | —                                            | Товариський матч                             |

Підсумок: 2 матчі / 0 голів; national-football-teams.com [Архівовано 14 квітня 2016 у Wayback Machine.].